# Katalysatorvergiftiging
Katalysatorvergiftiging verwijst naar het fenomeen dat een katalysator zijn werkende kracht (namelijk de verlaging van de activeringsenergie van een chemische reactie en de daarmee gepaard gaande verhoging van de reactiesnelheid) deels of volledig verliest omdat een andere chemische verbinding (vaak irreversibel) bindt op de actieve plaatsen. In tal van praktische gevallen dient de vergiftiging van een katalysator vermeden te worden. Zo omvat de synthese van ammoniak met het Haber-Boschproces een stap waarbij stoom ontdaan wordt van mogelijke katalysatorvergiften. Een ander voorbeeld betreft de katalysatoren in brandstofcellen die volledig vrij moeten zijn van koolstof- of zwavelverbindingen.
In sommige gevallen is het echter nuttig om gebruik te maken van vergiftigde katalysatoren, zoals de reductie van een alkyn tot een alkeen met behulp van een katalytische hydrogenering. Daartoe wordt als katalysator palladium op koolstof gebruikt, die vergiftigd is met chinoline of pyridine, zodat verdere reductie van het alkeen tot het alkaan niet optreedt. In zo'n context wordt een vergiftigde katalysator gebruikt om een hogere selectiviteit te bekomen. Ook de Lindlar-katalysator is hiervan een voorbeeld. In dat geval wordt palladium op calciumcarbonaat vergiftigd met loodverbindingen, zoals lood(II)acetaat en lood(II)oxide.